# Haus Eichhorn (Düsseldorf)

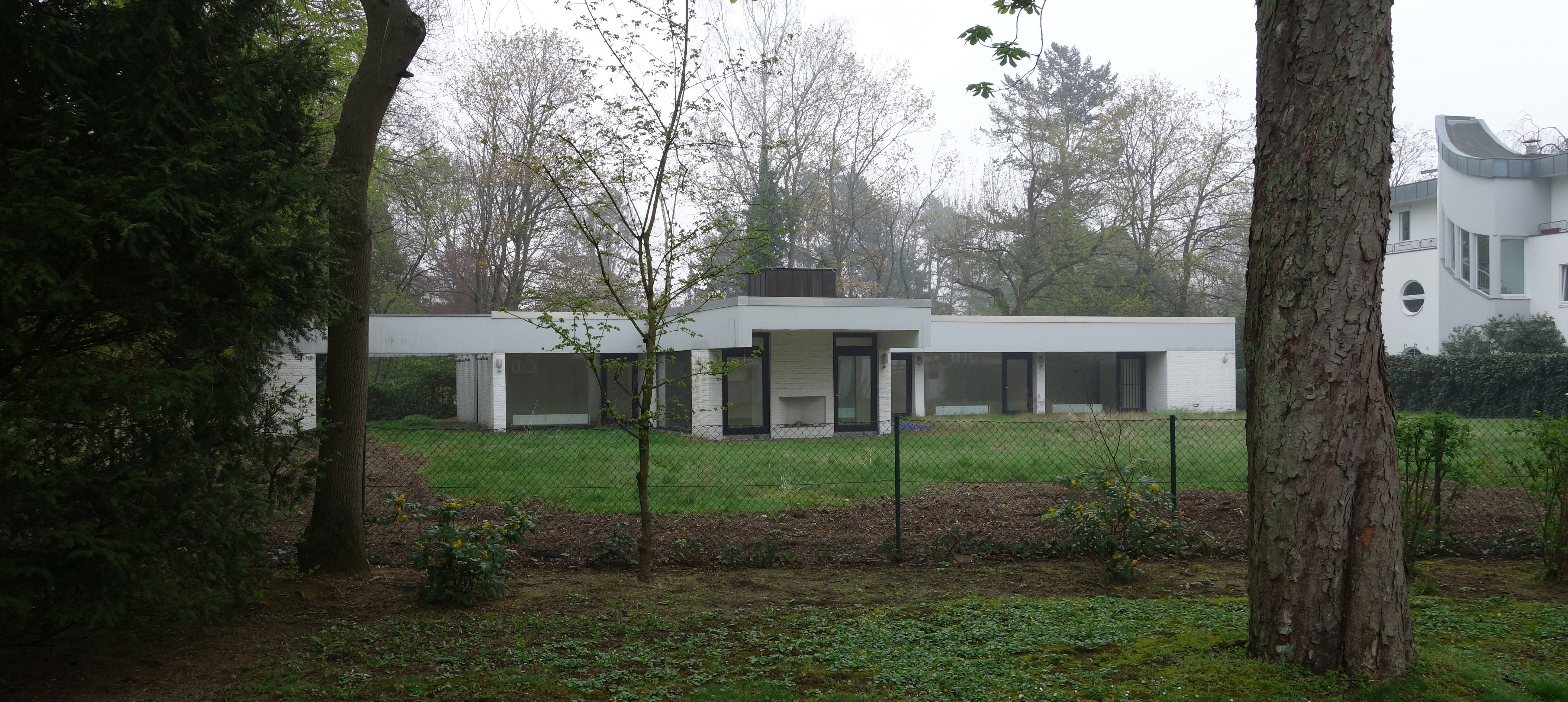
Haus Eichhorn (Bildmitte), 2019

Das Haus Eichhorn an der Beckbuschstraße 15 in Düsseldorf-Stockum wurde 1965/1966 nach Plänen von Paul Schneider-Esleben erbaut. Es ist geprägt vom Internationalen Stil und vom Brutalismus.

## Beschreibung
Das Gebäude ist geometrisch-abstrakt und funktionell. So ist der orthogonale Flachbau streng gegliedert und ausgewogen proportioniert. Die Wände sind auf der Gartenseite raumhoch durchfenstert, während auf der Straßenseite die Wände nur kleine gereihte Fenster aufweisen. Über einen in Längsrichtung angelegten Korridor sind Wohn- und Schlafräume zu erreichen. Der Wohnraum befindet sich in einem Vorbau im Garten. Über dem Vorbau im Garten kragt die Deckenkonstruktion aus, die „sich kaum über die Landschaft zu erheben“ scheint. Damit orientiert sich der Architekt an seinen früheren Werken, die von Ludwig Mies van der Rohe und Richard Neutra beeinflusst wurden. Das Schwimmbad im Garten wird von einer Pergola überdeckt.
Gleichzeitig wendet sich der Architekt dem Brutalismus zu – „mit der dominierenden Beton-Attika gewichtete er aber die architektonische Aussage neu und begründete einen in den 1960er Jahren häufig aufgegriffenen Typus“. Baumaterial ist weiß geschlämmtes Mauerwerk und Sichtbeton. Parallel gestelltes, weißes Mauerwerk bildet auf T-förmigem Grundriss das Widerlager für die schwere Betondecke. Breite Seiten aus Sichtbeton schließen bündig mit dem Mauerwerk ab.